# Broken Obelisk
Pour les articles homonymes, voir Obelisk.
Broken Obelisk (en anglais : « Obélisque brisé ») est une sculpture de Barnett Newman, réalisée entre 1963 et 1969.

## Description
Broken Obelisk est la plus grande des six sculptures réalisées par Newman. Elle représente un obélisque renversé, dont le sommet repose sur un piédestal pyramidal et dont le pied, pointé vers le haut, est brisé.
La sculpture mesure environ 7,5 m de haut ; elle repose sur un carré d'environ 3,2 m de côté. Elle est réalisée en acier Corten.

## Versions
Plusieurs versions de cette sculpture existent :
- Dans les collections du Museum of Modern Art de New York.
- Sur le campus de l'université du Washington, à Seattle.
- Devant la chapelle Rothko, à Houston. Cette sculpture a été dédiée en 1971 à Martin Luther King ; elle repose sur un miroir d'eau conçu par Philip Johnson.
- Une quatrième version a été fondue en 2003 avec l'autorisation de la fondation Barnett Newman et installée temporairement devant la Neue Nationalgalerie à Berlin.

## Citations et reprises
- Portable Broken Obelisk (for Outdoor Markets) (1991-1993), de l'artiste mexicain Eduardo Abaroa.
- Obélisque brisé, de Didier Marcel (2013), au cœur du jardin de Puygarreau à Poitiers.

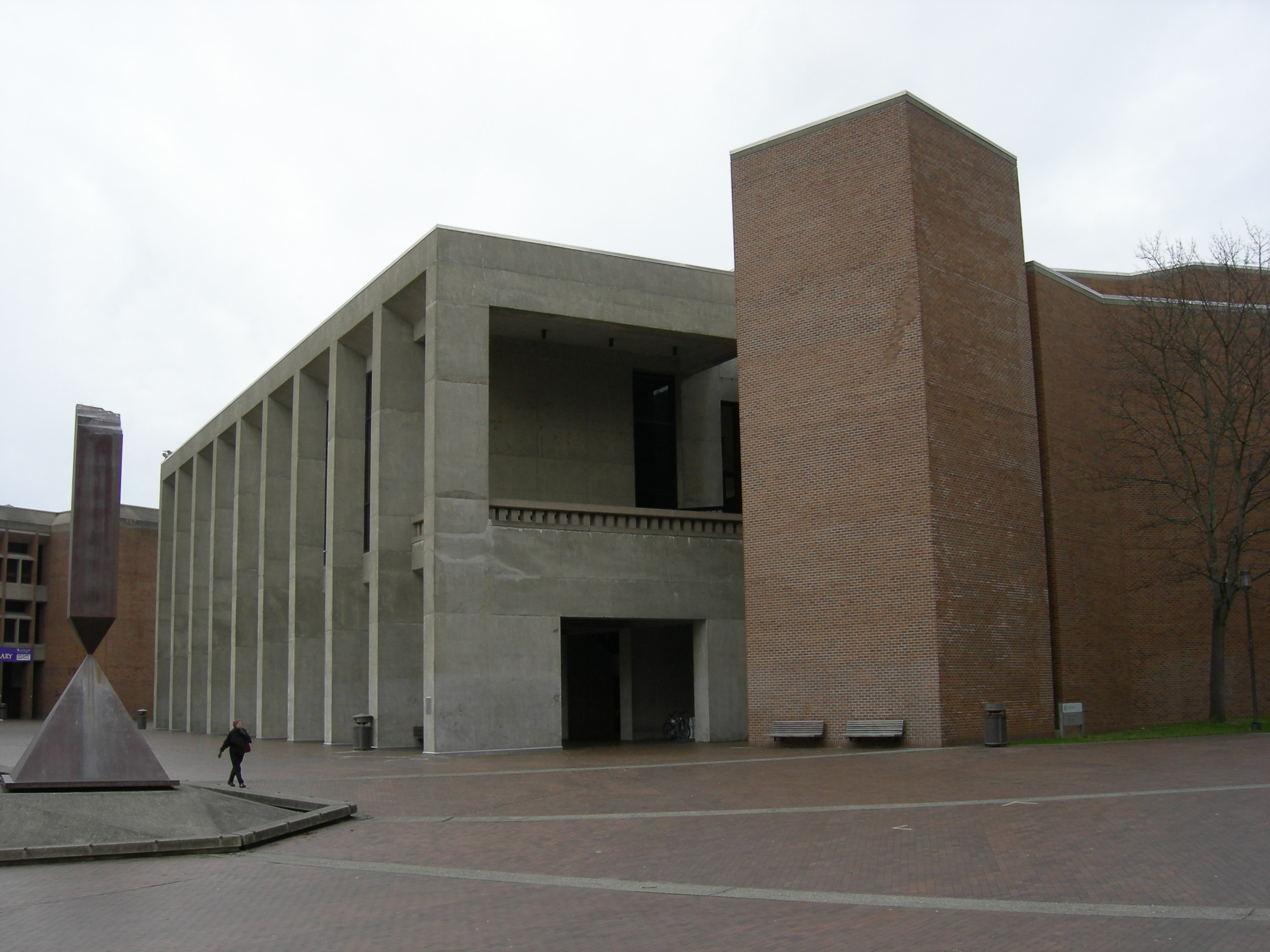
L'université du Washington, Seattle.
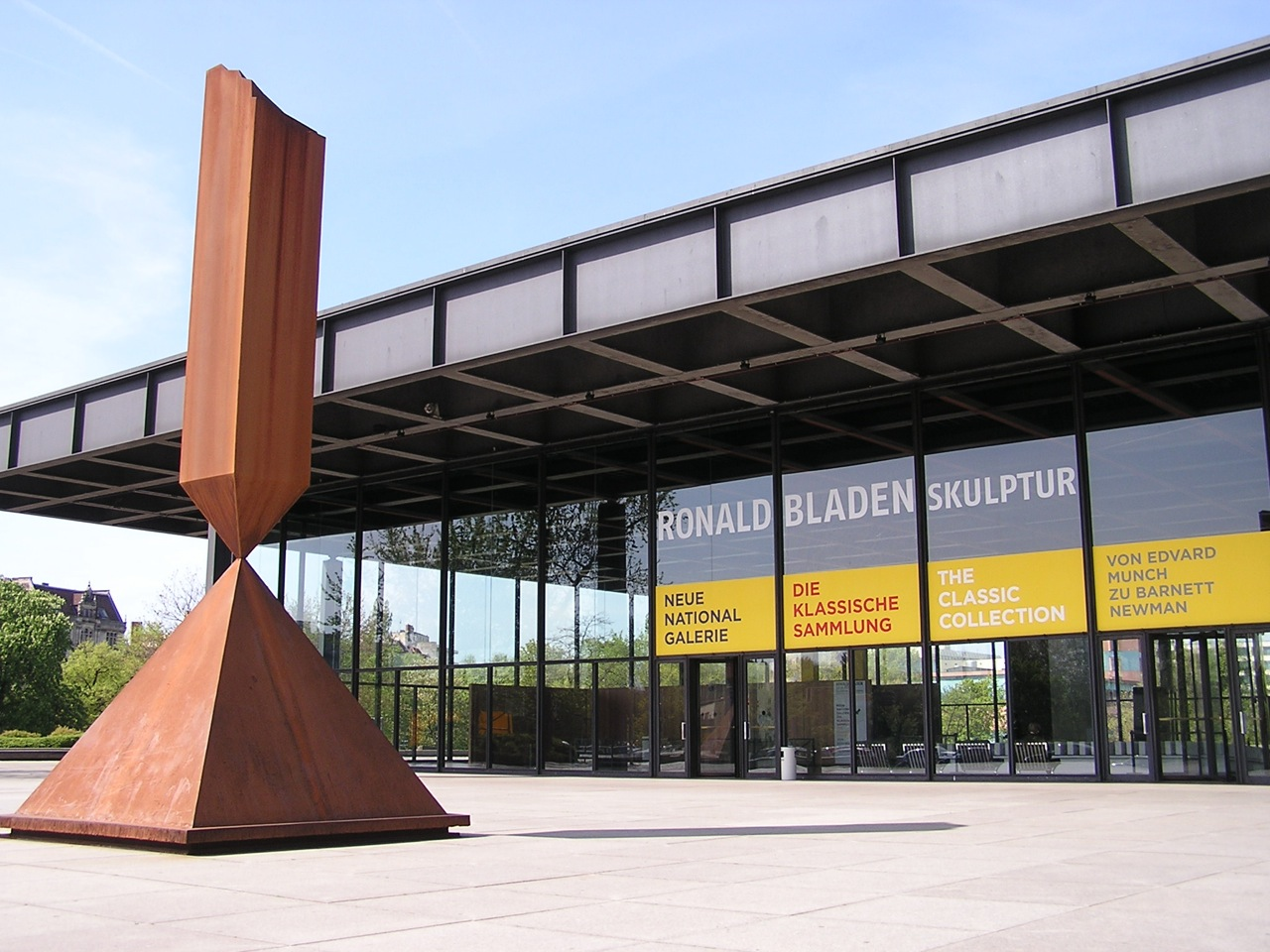
La Neue Nationalgalerie, Berlin.